# Antoine de Baenst
Antoine de Baenst (ca.1395 - 17 januari 1465) was een edelman in het graafschap Vlaanderen.  
Antoine de Baenst was een van de zoons van Jan I de Baenst en Elisabeth Bave. Zijn broers waren Jan II de Baenst, Guy I de Baenst en zeer waarschijnlijk Olivier de Baenst.
Hij trouwde met Isabelle Moens, dochter van Jan Moens, heer van Nieuw-Roeselare en vervolgens met Elisabeth Gherbode (†1448). Hij huwde een derde maal met Barbara De Wale, vrouwe van Axpoele, die overleed in 1467. Uit zijn eerste huwelijk had hij een zoon, Roeland de Baenst. Uit het tweede huwelijk had hij minstens acht kinderen.
Antoine en zijn tweede vrouw werden begraven in de Sint-Janskerk in Sluis.
Hij was heer van Axpoele, Briarde en Hansbeke.
Hij werd baljuw achtereenvolgens van:
- Vier Ambachten (1424-1431)
- de kasselrij Veurne (1431-1433)
- de kasselrij Ieper (1433-1434)
- Vier Ambachten (1434-1448)